# Sony Reader
 (décembre 2024).
Si vous disposez d'ouvrages ou d'articles de référence ou si vous connaissez des sites web de qualité traitant du thème abordé ici, merci de compléter l'article en donnant les références utiles à sa vérifiabilité et en les liant à la section « Notes et références ».

Logo du Sony Reader

Sony Reader est une famille de liseuses produites par la société Sony. En août 2014, Sony a annoncé qu'ils se retiraient du marché grand public, puis plus tard dans l'année qu'ils se concentraient sur le marché professionnel.

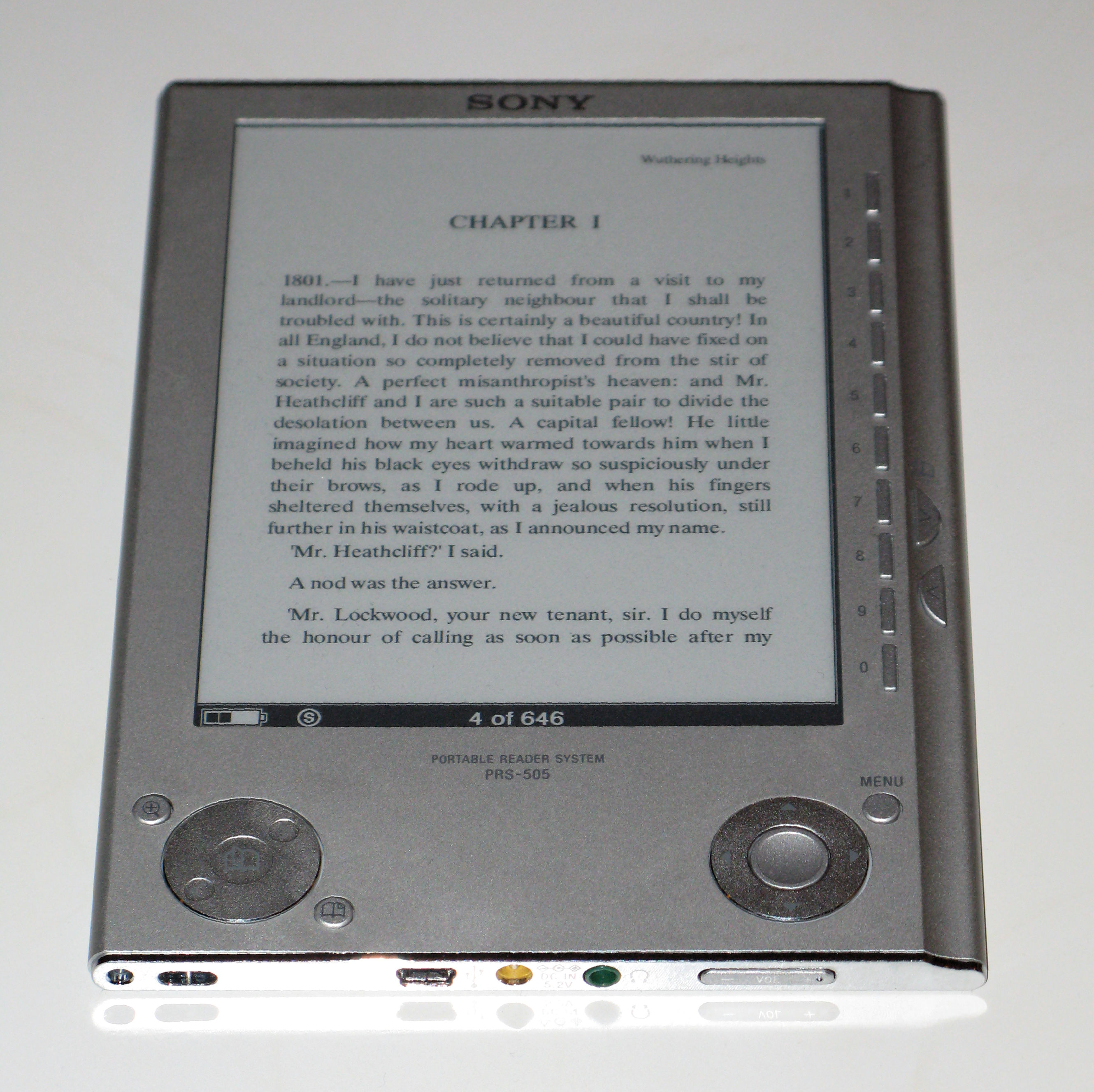
Exemplaire du Sony Reader

Il a été possible d'acheter des livres électroniques en Amérique du Nord grâce au Reader Store.

## Formats
Les formats de livres numériques supportés par les Sony Reader sont les suivants :
- ePub (avec et sans DRM Adobe)
- PDF (avec et sans DRM Adobe)
- BBeB (en) (Broad Band eBook) (avec et sans DRM)
- .doc
- TXT
- RTF

Ils permettent aussi de visualiser des images aux formats suivants : JPEG, GIF, PNG, BMP
et d'écouter de la musique (tout en lisant) aux formats : MP3 et AAC (sans DRM).

## Modèles

### Pocket Edition PRS-300
Le Pocket Edition PRS-300 est un modèle sorti en 2009. Il est équipé d'un écran de 5" et supporte les mêmes formats.

### Pocket Edition PRS-350
Le PRS-350, sorti en 2010, est le successeur du PRS-300. Il comporte comme lui un écran 5" de définition 800 × 600. Mais cet écran est tactile. Il prend en charge tous les formats indiqués ci-dessus. Sa mémoire intégrée de 2 Go permet de stocker environ 1200 livres.  Il comporte 12 dictionnaires inclus dans sa mémoire.

#### Touch Edition PRS-600
Le Touch Edition PRS-600  est un modèle sorti en 2009. Il est équipé d'un écran de 6" tactile et supporte tous les formats indiqués plus haut. Sa mémoire intégrée de 512 Mo permet de stocker environ 350 livres. Il  offre deux emplacements pour des cartes mémoires externes (cartes SD et MMS) jusqu'à 16 Go.
En outre, le Touch Edition (PRS-600) offre la possibilité de souligner, barrer ou surligner les textes parcourus via l'utilisation d'un stylet (ou du doigt). Et comporte un dictionnaire (en anglais uniquement).

#### Daily Edition (PRS-900)
Le Sony Reader Daily Edition est un modèle annoncé en août 2009. Il est équipé d'un écran tactile de 7" et d'une puce 3G. Mais apparemment, il n'était toujours pas sorti fin 2010.

#### Touch Edition PRS-650
Le Sony PRS-650, sorti en 2010, est le successeur du PRS-600. Il comporte comme celui-ci un écran 6" tactile de définition 800 × 600. Il prend en charge tous les formats indiqués ci-dessus. Sa mémoire intégrée de 2 Go permet de stocker environ 1200 livres. Il comporte 12 dictionnaires inclus dans sa mémoire.

### Modèles obsolètes

#### PRS-500
Ce modèle possède un écran de 6 pouces fourni par la société E Ink Corporation (en).

#### PRS-505
Le Sony PRS-505 est un lecteur de livre électronique de 6" avec une résolution de 170 pixels/pouce. Il prend en charge tous les formats indiqués ci-dessus.
Sa mémoire intégrée de 192 Mo permet de stocker environ 160 livres. Mais elle est extensible à 16 Go par carte SD ou Memory Stick.

#### PRS-700
L'écran de 6 pouces est tactile et possède un stockage de 512 Mo. 